# Rehau
REHAU Україна — Дочірнє представництво в Україні німецького концерну REHAU AG+Ko, провідного постачальника продуктів та технологій на основі полімерів для будівництва, автомобілебудування та індустрії. Офіс в Україні було засновано в 1997 році, а перше вікно з профілю REHAU було виготовлено в травні 1996 року.

## Історія
Компанія REHAU заснована в 1948 році в м. Рехау (Німеччина). Сьогодні компанія присутня на всіх п'яти континентах - в 53 країнах світу, і має:
- 42 заводи в 21 країні
- 170 філій по всьому світу
- близько 40.000 найменувань виробів
- понад 20.000 співробітників по всьому світу.

Міжнародна мережа об'єднує не лише виробництва, а й постачальників, покупців, дослідницькі інститути та університети.
В Україні перший офіс з продажу був відкритий в 1997 році в м. Києві.  
У 1998 році було відкрито дві філії в Дніпрі та Одесі, а в 2003 році три контактних бюро — у Львові, Сімферополі та Донецьку. В Україні діє 3 логістичних центри: у Києві, Одесі та Дніпрі.  
З 1998 року філія в Одесі відповідає і за ринок в Молдові.  
З 2014 року призупинена діяльність бюро в Сімферополі та в Донецьку. 
В Києві також розташована "Академія REHAU [Архівовано 19 грудня 2019 у Wayback Machine.]" з навчально-виробничою віконною майстернею та демонстраційним залом.

## Напрямки діяльності
Основні напрями діяльності - розробка системних рішень для світлопрозорих конструкцій, внутрішніх та зовнішніх інженерних комунікацій. В Україні основна діяльність компанії REHAU сконцентрована на ринку віконних та світлопрозорих конструкцій, де компанія пропонує профільні системи для виготовлення вікон та дверей [Архівовано 19 грудня 2019 у Wayback Machine.], фасадів та зимових садів.

## Соціальна активність
Активна соціальна позиція - один з принципів діяльності компанії REHAU. У всьому світі REHAU займається благодійною діяльністю в різних областях та реалізує ряд благодійних проектів. Одним з ключових напрямів соціальної політики компанії REHAU в Україні є всебічна підтримка медичних та оздоровчих установ, дитячих будинків, допомога малозабезпеченим та соціально незахищеним верствам населення, громадським організаціям, які не мають достатнього фінансування та потребують підтримки.
З 2003 року компанія REHAU спільно з партнерами по всій Україні успішно реалізувала велику кількість соціальних програм та стала активним учасником багатьох благодійних проектів, як наприклад: благодійна акція «Подаруй тепло малюку» в м. Дніпро, соціальний проект «Зігріємо теплом» в м. Рівне, нагородження лауреатів загальнонаціональної премії Фонду Віктора Пінчука «Гордість країни - 2008» тощо.
В грудні 2008 року соціальна діяльність компанії REHAU була відзначена нагородою в номінації «Охорона здоров’я та просвітництво» в конкурсі «Благодійник року 2008».

## Здобуті нагороди
2003 — «Золота торгова марка» (Міжнародний конкурс «Золоті торгові марки»)
2007 — Абсолютний Фаворит Успіху 2007 року в номінації «Профілі для металопластикових вікон» (Міжнародний конкурс «Фаворити Успіху»)
2009 — Переможець конкурсу «Народна марка»
2009 — Абсолютний Фаворит Успіху 2009 року в номінації «Профілі для металопластикових вікон» (Міжнародний конкурс «Фаворити Успіху»)
2010 — Знак «REHAU» визнано добре відомим в Україні.
2010 — Абсолютний Фаворит Успіху 2010 року в номінації «Профілі для металопластикових вікон» (Міжнародний конкурс «Фаворити Успіху»)